# Ophiomyia productella
Ophiomyia productella este o specie de muște din genul Ophiomyia, familia Agromyzidae, descrisă de Spencer în anul 1960. Conform Catalogue of Life specia Ophiomyia productella nu are subspecii cunoscute.